# بازپخت مرحله‌ای
بازپخت مرحله‌ای یا آنیل کردن مرحله‌ای اکثراً بعد از تولید ورق و سیم به منظور برطرف کردن سختی حاصل از تغییر شکل سرد و نرم کردن آن بکار می‌رود. درجه حرارت آنیل کردن مرحله‌ای در زیر درجه حرارت ای تکتوئید ( برای فولادهایی که تنها دارای کربن بوده یا دارای مقدار بسیار جزئی از عناصر دیگر است حدود ۵۵۰ تا ۶۵۰ درجه سلسیوس ) می‌باشد. بطوریکه آستنیت تشکیل نگردد. که احیاناً در موقع سرد کردن تبدیل به مارتنزیت شود. آنیل کردن مرحله‌ای در مورد فولاد و غیر فولاد بکار می‌رود. این نوع آنیل کردن بسیار شبیه به عملیات حرارتی به منظور تنش زدایی است.

## انواع آنیل
- آنیل همسانسازی
- آنیل تنش زدا
- آنیل نرم

## آنیل همسانسازی
نوعی عملیان حراتی که برای یکسان سازی دانه های فلز روی آن انجام می شود.